# Jekatierina Stolarowa
Jekatierina Andriejewna Stolarowa (ros. Екатерина Андреевна Столярова, ur. 25 kwietnia 1988 w Czusowoju) – rosyjska narciarka dowolna, specjalizująca się w jeździe po muldach. W 2006 roku zdobyła złoty medal podczas mistrzostw świata juniorów w miejscowości Krasnoje Oziero. Na rozgrywanych rok później mistrzostwach świata juniorów w Airolo była najlepsza w jeździe po muldach oraz druga w muldach podwójnych. W 2010 roku wystartowała na igrzyskach olimpijskich w Vancouver, zajmując siódme miejsce w jeździe po muldach. Na rozgrywanych cztery lata później igrzyskach w Soczi była dziewiętnasta. Zajęła też między innymi czwarte miejsce podczas mistrzostw świata w Deer Valley w 2011 roku. Walkę o medal przegrała tam z Kanadyjką Kristi Richards. Najlepsze wyniki w Pucharze Świata osiągnęła w sezonie 2007/2008, kiedy to zajęła 24. miejsce w klasyfikacji generalnej, a w klasyfikacji jazdy po muldach była ósma.

## Osiągnięcia

### Igrzyska olimpijskie
| Miejsce | Dzień      | Rok  | Miejscowość | Konkurencja      | Zwycięzca               |
| ------- | ---------- | ---- | ----------- | ---------------- | ----------------------- |
| 7.      | 131 lutego | 2010 | Vancouver   | Jazda po muldach | Hannah Kearney          |
| 19.     | 8 lutego   | 2014 | Soczi       | Jazda po muldach | Justine Dufour-Lapointe |
| 11.     | 11 lutego  | 2018 | Pjongczang  | Jazda po muldach | Perrine Laffont         |

### Mistrzostwa świata
| Miejsce | Dzień    | Rok  | Miejscowość          | Konkurencja      | Zwycięzca       |
| ------- | -------- | ---- | -------------------- | ---------------- | --------------- |
| 21.     | 9 marca  | 2007 | Madonna di Campiglio | Jazda po muldach | Kristi Richards |
| 10.     | 10 marca | 2007 | Madonna di Campiglio | Muldy podwójne   | Jennifer Heil   |
| 8.      | 7 marca  | 2009 | Inawashiro           | Jazda po muldach | Aiko Uemura     |
| 19.     | 8 marca  | 2009 | Inawashiro           | Muldy podwójne   | Aiko Uemura     |
| 4.      | 2 lutego | 2011 | Deer Valley          | Jazda po muldach | Jennifer Heil   |
| 8.      | 5 lutego | 2011 | Deer Valley          | Muldy podwójne   | Jennifer Heil   |

### Puchar Świata

#### Miejsca w klasyfikacji generalnej
- sezon 2005/2006: 123.
- sezon 2006/2007: 61.
- sezon 2007/2008: 24.
- sezon 2008/2009: 69.
- sezon 2009/2010: 41.
- sezon 2010/2011: 30.
- sezon 2011/2012: 35.
- sezon 2013/2014: 144.
- sezon 2017/2018: 98.

#### Miejsca na podium
1. Lake Placid – 20 stycznia 2008 (jazda po muldach) – 2. miejsce
2. Mont Gabriel – 26 stycznia 2008 (jazda po muldach) – 1. miejsce
3. Calgary – 29 stycznia 2011 (jazda po muldach) – 3. miejsce
4. Mont Gabriel – 14 stycznia 2012 (muldy podwójne) – 3. miejsce